# Инаугурация Томаса Джефферсона (1805)
Вторая инаугурация Томаса Джефферсона в качестве Президента США состоялась 4 марта 1805 года. Одновременно к присяге был приведён Джордж Клинтон как 4-й вице-президент США. Президентскую присягу проводил Председатель Верховного суда США Джон Маршалл.

## Церемония
Джефферсон приехал в Капитолий верхом на лошади 4 марта 1805 года, но большая часть Конгресса уже уехала после прощальной речи Аарона Берра перед Сенатом пару дней назад. Таким образом, церемония инаугурации была скромной и казалась разочаровывающей. Президент, как известно, говорил мягко и спокойно, и предоставил копии своей инаугурационной речи. На инаугурацию Джефферсон пришёл в чёрном костюме и шёлковых чулках. В своей речи он говорил о недавней покупке Луизианы, уменьшающемся влиянии федералистов и необходимости свободы прессы, несмотря на свою критику недавних нападок прессы на него.